# Темірова Надія Романівна
Темірова Надія Романівна — український історик і педагог, доктор історичних наук, професор. Член Донецького відділення НТШ з 1997 р. Відмінник освіти України. Член Національної спілки краєзнавців України.

## Біографія
З 1992 року працює на кафедрі історіографії, джерелознавства, археології та методики викладання історії Донецького національного університету, спочатку на посаді старшого викладача, згодом — доцента і професора. З 1993 року у спецраді Запорізького держуніверситету захистила дисертацію на здобуття наукового ступеня кандидата історичних наук на тему: «Поміщицьке господарство Півдня України на початку XX ст.». Через 10 років відбувся захист дисертації на здобуття наукового ступеня доктора історичних наук на тему: «Соціально-економічна еволюція поміщицтва України в 1861–1917 рр.».
Н. Р. Темірова здійснює керівництво дослідницькою діяльністю аспірантів і здобувачів. Семеро з них захистили дисертації. Член Спеціалізованої ради з історичних наук при Донецькому національному університеті.
Бере участь у підготовці навчальних посібників, якими широко користуються і в школі, і в вузі. Підручник «Історія України. З найдавніших часів до середини XIV ст. Підручник для 7 класу» (співавтор — Лях Р. Д.) перевидавався чотири рази. Він же на Всеукраїнському форумі видавців 1999 року був визнаний найкращою дитячою книгою. У 2007 році він переміг у всеукраїнському конкурсі підручників.

## Творчий доробок
Н. Р. Темірова має понад 80 наукових та 20 навчально-методичних праць. Коло наукових інтересів: соціально-економічна історія пореформеної України, історія Донецького регіону, історія історичної науки.
Основні праці:
- Поміщики України в 1861–1917 рр.: соціально-економічна еволюція. Донецьк: ДонНУ, 2003.
- Історія України: найдавніших часів до середини XIV ст. Підручник для 7 класу. — К.: Генеза, 2002 (співавтор — Лях Р. Д.)
- Історія України. Навчальний посібник для студентів неісторичних спеціальностей. — Донецьк: ЦПА, 1998. (Лях С. Р., Лях Р. Д., Красноносов Ю. М., Ізюмов В. І.)
- История Украины: XVI - сер. XVIII вв. Учебное пособие для 8 класса. — Донецк: ЦПА, 2002.

## Нагороди, відзнаки
Н. Р. Темірова нагороджена почесним знаком «Відмінник освіти України», нагрудним знаком Петра Могили, грамотами Міністерства освіти і науки України.